# Roadwar Europa
Roadwar Europa è un videogioco strategico a turni pubblicato nel 1987 per i computer Amiga, Apple II, Atari ST, Commodore 64 e MS-DOS dalla Strategic Simulations. È il seguito di Roadwar 2000 del 1986 e differisce poco dal predecessore, a parte lo scenario che in questo caso è l'Europa anziché gli Stati Uniti, nelle stesse condizioni di imbarbarimento postapocalittico.

## Trama
Nel XXI secolo l'Europa si trova in uno stato di parziale devastazione in seguito a una guerra biologica, e sul territorio si possono incontrare bande armate e mutanti. In questo scenario, i terroristi hanno appena distrutto una città europea con un ordigno nucleare nascosto e minacciano di distruggerne altre cinque imprecisate. Le Nazioni Unite inviano un gruppo di esperti combattenti di strada, dotati di veicoli civili modificati e armi leggere, per attraversare il continente, trovare e disinnescare le bombe, e infine attaccare il quartier generale dei terroristi.

## Modalità di gioco
In una nuova partita si deve anzitutto definire in dettaglio la propria banda, oppure riutilizzare una precedente banda di Roadwar 2000 salvata su disco. Tramite menù di testo si definiscono i veicoli, l'equipaggio e i rifornimenti, spendendo punti separati per le tre cose. I veicoli iniziali sono fino a 6, scelti tra 19 modelli che vanno da moto a camion e mezzi da lavoro. Ciascuno ha molte caratteristiche relative a capienza, guida e combattimento, ulteriormente modificabili per ogni veicolo. I membri dell'equipaggio sono di 5 tipi corrispondenti a diversi gradi di addestramento. I rifornimenti sono cibo, gomme, armi, carburante e medicine.
La schermata di gioco mostra quindi una mappa dell'Europa nei dintorni della posizione attuale della banda del giocatore. La mappa è composta da caselle ideali e la banda si muove come pedina unica nelle otto direzioni, tenendo conto di strade e tipi di terreno. Nelle versioni Amiga, Atari ST e Commodore 64 lo schermo è diviso verticalmente e sulla destra si vedono direttamente anche molte informazioni sullo stato della banda. Su Amiga e Atari ST si hanno quattro menù a tendina per i comandi particolari, nelle altre versioni si utilizza la tastiera. Ogni spostamento o altra azione consuma ore del giorno. La mappa dell'intera area di gioco è disponibile solo su carta nelle edizioni originali.
Sul territorio si possono fare incontri con altri gruppi, ostili o meno, non visibili sulla mappa. Le città sono visibili e quando raggiunte vi si può mandare in esplorazione una selezione dei propri uomini, per cercare di capire chi la controlla e disinnescare l'eventuale bomba. Soprattutto in città si possono fare ricerche di nuovi veicoli, persone e rifornimenti. Se si riescono a contattare agenti alleati si possono ottenere indizi sulle posizioni delle bombe. Gruppi di persone con diverse capacità possono offrirsi di unirsi alla banda. Ci sono anche personaggi speciali non disponibili all'inizio: medici, istruttori militari e politici (per le capacità diplomatiche).
In caso di combattimento tra bande motorizzate si può scegliere anzitutto la disposizione di uomini e armi nei veicoli automatica o manuale. Quindi si può scegliere tra combattimento calcolato in automatico oppure giocato in dettaglio dal giocatore. Nel secondo caso può essere veloce, con regole semplificate e impostazione di alcuni parametri, oppure tattico completo. Il combattimento tattico mostra ogni singolo veicolo su una mappa locale e si controlla a turno ogni mossa, con regole complesse per la guida e per fare fuoco con le armi dei passeggeri. Si possono anche speronare e abbordare i veicoli avversari. La sconfitta determina il game over, la vittoria permette di impadronirsi di nuovi veicoli, rifornimenti, persone e ottenere promozioni per le persone esistenti.

## Accoglienza
All'epoca dell'uscita Roadwar Europa ricevette buone recensioni ad esempio dalle riviste Commodore Magazine (Amiga), Antic (Atari ST) e Game Mag (Amiga/Atari ST), e giudizi più intorno alla sufficienza da Aktueller Software Markt (Atari ST) e Génération 4 (Atari ST), che tra i vari problemi segnalavano la troppa somiglianza con il precedente Roadwar 2000.